# Arhopala jahara
Arhopala jahara är en fjärilsart som beskrevs av Corbet 1941. Arhopala jahara ingår i släktet Arhopala och familjen juvelvingar. Inga underarter finns listade i Catalogue of Life.